# ГЕС Кпонг
ГЕС Кпонг — гідроелектростанція у південно-східній частині Гани, за шість десятків кілометрів на північний схід від околиць її столиці Аккри. Знаходячись після ГЕС Акосомбо, становить нижні ступінь в каскаді на головній річці країни Вольті, котра тече у меридіональному напрямку на південь та впадає у Гвінейську затоку.
У межах проекту лівобережну частину долини річки перекрили кам'яно-накидною греблею заввишки 20 метрів та завтовшки по гребеню 10 метрів, яка потребувала 1,4 млн м3 матеріалу. По центру розташовані п'ятнадцять водопропускних шлюзів, а біля правого берегу машинний зал. Ця споруда створила водосховище із площею поверхні 35 км2, в якому, втім, істотно не накопичується ресурс, через що ГЕС Кпонг працює синхронно з розташованою за 24 км вище Акосомбо.
Машинний зал обладнали чотирма турбінами типу Каплан потужністю по 40 МВт, які при напорі у 11,75 метра повинні виробляти 940 млн кВт-год електроенергії на рік. Втім, максимальна потужність станції обмежена 148 МВт щоб уникнути підтоплення долини відпрацьованою водою.
Видача продукції відбувається через кілька ЛЕП, що працюють під напругою 161 кВ.